# Tami Bradley
Tami Bradley (ur. 4 lipca 1970 w Vancouver) – kanadyjska narciarka, specjalistka narciarstwa dowolnego. Jej największym sukcesem jest brązowy medal w jeździe po muldach podwójnych wywalczony podczas mistrzostw świata w Whistler. Jej najlepszym wynikiem olimpijskim jest 14. miejsce w jeździe po muldach na igrzyskach olimpijskich w Salt Lake City. Najlepsze wyniki w Pucharze Świata osiągnęła w sezonie 2002/2003, kiedy to zajęła 2. miejsce w klasyfikacji jazdy po muldach podwójnych.
W 2003 r. zakończyła karierę.

## Osiągnięcia

### Igrzyska olimpijskie
| Miejsce | Dzień     | Rok  | Miejscowość    | Konkurencja      | Zwycięzca  |
| ------- | --------- | ---- | -------------- | ---------------- | ---------- |
| 16.     | 11 lutego | 1998 | Nagano         | Jazda po muldach | Tae Satoya |
| 14.     | 9 lutego  | 2002 | Salt Lake City | Jazda po muldach | Kari Traa  |

### Mistrzostwa świata
| Miejsce | Dzień       | Rok  | Miejscowość | Konkurencja      | Zwycięzca      |
| ------- | ----------- | ---- | ----------- | ---------------- | -------------- |
| 19.     | 8 lutego    | 1997 | Iizuna      | Jazda po muldach | Candice Gilg   |
| 19.     | 10 marca    | 1999 | Meiringen   | Jazda po muldach | Ann Battelle   |
| 5.      | 14 marca    | 1999 | Meiringen   | Muldy podwójne   | Sandra Schmitt |
| 12.     | 19 stycznia | 2001 | Whistler    | Jazda po muldach | Kari Traa      |
| 3.      | 21 stycznia | 2001 | Whistler    | Muldy podwójne   | Kari Traa      |
| 9.      | 31 stycznia | 2003 | Deer Valley | Jazda po muldach | Kari Traa      |
| 7.      | 1 lutego    | 2003 | Deer Valley | Muldy podwójne   | Kari Traa      |

### Puchar Świata

#### Miejsca w klasyfikacji generalnej
- sezon 1994/1995: 71.
- sezon 1995/1996: 33.
- sezon 1996/1997: 58.
- sezon 1997/1998: 64.
- sezon 1998/1999: 16.
- sezon 1999/2000: 13.
- sezon 2000/2001: 34.
- sezon 2001/2002: 34.
- sezon 2002/2003: 42.

#### Miejsca na podium
1. Tignes – 10 grudnia 1995 (Jazda po muldach) – 3. miejsce
2. Tandådalen – 27 listopada 1999 (Jazda po muldach) – 3. miejsce
3. Mont Tremblant – 15 stycznia 2000 (Jazda po muldach) – 3. miejsce
4. Iizuna – 10 lutego 2000 (Muldy podwójne) – 1. miejsce
5. Steamboat Springs – 15 grudnia 2001 (Muldy podwójne) – 3. miejsce
6. Fernie – 25 stycznia 2003 (Muldy podwójne) – 2. miejsce

- W sumie 1 zwycięstwo, 1 drugie i 4 trzecie miejsca.